# Viettesia perroti
Viettesia perroti är en fjärilsart som beskrevs av De Toulgoët 1959. Viettesia perroti ingår i släktet Viettesia och familjen björnspinnare. Inga underarter finns listade i Catalogue of Life.